# Varano de’ Melegari
Varano de’ Melegari (emilián nyelven Varàn di Melgär) település Olaszországban, Emilia-Romagna régióban, Parma megyében. Lakosainak száma 2573 fő (2023. január 1.). Varano de’ Melegari Bore, Fornovo di Taro, Medesano, Pellegrino Parmense, Solignano és Varsi községekkel határos.

## Népesség
A település lakossága az elmúlt években az alábbi módon változott:
| Lakosok száma | 2674 | 2626 | 2573 |
|               | 2017 | 2018 | 2023 |